# André Ramalho
André Ramalho (Ibiúna, 16 de febrero de 1992) es un futbolista brasileño que juega de defensa en el S. C. Corinthians del Campeonato Brasileño de Serie A.

## Clubes
| Club                        | País         | Año       |
| --------------------------- | ------------ | --------- |
| F. C. Liefering             | Austria      | 2012-2013 |
| Red Bull Salzburgo          | Austria      | 2013-2015 |
| Bayer 04 Leverkusen         | Alemania     | 2015-2018 |
| 1. FSV Maguncia 05 (cedido) | Alemania     | 2016-2017 |
| Red Bull Salzburgo          | Austria      | 2018-2021 |
| PSV Eindhoven               | Países Bajos | 2021-2024 |
| S. C. Corinthians           | Brasil       | 2024-     |

## Palmarés

### Títulos estatales
| Título              | Club              | Estado    | Año  |
| ------------------- | ----------------- | --------- | ---- |
| Campeonato Paulista | S. C. Corinthians | São Paulo | 2025 |

### Títulos nacionales
| Título                        | Club               | País         | Año  |
| ----------------------------- | ------------------ | ------------ | ---- |
| Bundesliga                    | Red Bull Salzburgo | Austria      | 2014 |
| Copa de Austria               | Red Bull Salzburgo | Austria      | 2014 |
| Bundesliga                    | Red Bull Salzburgo | Austria      | 2015 |
| Copa de Austria               | Red Bull Salzburgo | Austria      | 2015 |
| Bundesliga                    | Red Bull Salzburgo | Austria      | 2018 |
| Copa de Austria               | Red Bull Salzburgo | Austria      | 2019 |
| Bundesliga                    | Red Bull Salzburgo | Austria      | 2019 |
| Copa de Austria               | Red Bull Salzburgo | Austria      | 2020 |
| Bundesliga                    | Red Bull Salzburgo | Austria      | 2020 |
| Copa de Austria               | Red Bull Salzburgo | Austria      | 2021 |
| Bundesliga                    | Red Bull Salzburgo | Austria      | 2021 |
| Supercopa de los Países Bajos | PSV Eindhoven      | Países Bajos | 2021 |
| Copa de los Países Bajos      | PSV Eindhoven      | Países Bajos | 2022 |
| Supercopa de los Países Bajos | PSV Eindhoven      | Países Bajos | 2022 |
| Copa de los Países Bajos      | PSV Eindhoven      | Países Bajos | 2023 |
| Supercopa de los Países Bajos | PSV Eindhoven      | Países Bajos | 2023 |
| Eredivisie                    | PSV Eindhoven      | Países Bajos | 2024 |